# Marie Toomey
Marie Toomey (3 ottobre 1923 – 29 marzo 2014) è stata una tennista australiana.

## Biografia
Durante la sua carriera giunse in finale nel singolare all'Australasian Championships nel 1948 perdendo contro Nancye Wynne in due set (6-3, 6-1).
Negli anni precedenti aveva mancato la finale giungendo prima alle semifinali nel 1946 perdendo contro Joyce Fitch e nel 1947 nei quarti arrendendosi a Pat Jones.
Nel doppio giunse in finale nel 1949 esibendosi con Doris Hart perdendo per 6-0, 6-1 contro la coppia formata da Nancye Wynne e Thelma Coyne.